# Municipio de Cornie
Cornie Township es un municipio del condado de Union, Arkansas, Estados Unidos. Según el censo de 2020, tiene una población de 562 habitantes.
Es una subdivisión exclusivamente geográfica, por cuanto el estado de Arkansas no utiliza la herramienta de los townships como municipios.

## Geografía
El municipio está ubicado en las coordenadas 33°06′25″N 92°51′27″O / 33.10694, -92.85750 (33.107044, -92.857488). Según la Oficina del Censo, tiene una superficie total de 140.28 km², de los cuales 140.22 km² corresponden a tierra firme y 0.06 km² están cubiertos de agua.

## Demografía
Según el censo de 2020, hay 562 personas residiendo en la zona. La densidad de población es de 4.01 hab./km². El 81.67 % de los habitantes son blancos, el 14.77 % son afroamericanos, el 1.60 % son de otras razas y el 1.96 % son de una mezcla de razas. Del total de la población, el 2.14 % son hispanos o latinos de cualquier raza.